# Acalculia
L'acalculia  è un difetto a effettuare il calcolo mentale e scritto. Sebbene il termine sia spesso utilizzato come sinonimo di discalculia, si distingue da questa per una completa impossibilità nell'eseguire calcoli mentali.

## Eziologia
L'eziologia è spesso da attribuirsi a una lesione cerebrale localizzata in varie aree dell'encefalo, in particolare la regione posteriore sinistra.
Presente in alcune forme di afasia. È associata all'agrafia, all'incapacità di discriminare la destra dalla sinistra, all'incapacità del soggetto nel riconoscere le proprie dita nella sindrome di Gerstmann.

## Classificazione
Si riconoscono tre forme di acalculia:
- tipo 1, quando associata a disturbi del linguaggio, quali parafasìa, agrafia e alessìa
- tipo 2, quando secondaria a disturbi delle funzioni visuo-spaziali
- tipo 3 o anaritmetria primaria, con alterazioni del processo computazionale